# Jan Potocki (zm. 1611)
Jan Potocki Pilawa (ur. ok. 1552, zm. 19 kwietnia 1611 w Smoleńsku) – wojewoda bracławski w latach 1608-1611, starosta podolski w latach 1588-1611, pisarz polny koronny w latach 1588-1611, rotmistrz królewski w 1579 roku, starosta płoskirowski w 1609 roku, starosta latyczowski, gorliwy kalwinista.

## Wywód genealogiczny
| 4. Jakub Potocki         |  |                    |  |  |                  |
|                          |  | 2. Mikołaj Potocki |  |  |                  |
| 5. Katarzyna Jemielnicka |  |                    |  |  |                  |
|                          |  |                    |  |  | 1. Jakub Potocki |
| 6. Andrzej Czermiński    |  |                    |  |  |                  |
|                          |  | 3. Anna Czerminska |  |  |                  |
| 7.                       |  |                    |  |  |                  |
|                          |  |                    |  |  |                  |

## Życiorys
Jego ojcem był starosta kamieniecki Mikołaj Potocki (zm. 1572), a matką była Anna Czermińska (1525-1579). Miał braci Jakuba, Andrzeja i Stefana. Ożenił się (przed 1593 r.). z Elżbietą Kamieniecką herbu Pilawa (zm. po 1612).
Studiował w Lipsku w latach 1568–1569.
Poseł województwa podolskiego na sejm 1582 roku, sejm zwyczajny 1585 roku, poseł powiatu kołomyjskiego na sejm 1590 roku, poseł województwa podolskiego na sejm 1590/1591 roku, sejm 1592 roku, sejm 1593 roku, sejm 1595 roku, poseł ziemi halickiej na sejm 1597 roku, poseł województwa podolskiego na sejm 1598 roku.
Znany dowódca wojskowy, odznaczył się w wojnach z Tatarami i Rosją. W czasie elekcji 1587 roku głosował najpierw na Piasta, potem na Zygmunta Wazę. W 1592 mianowany starostą generalnym (generałem) ziem podolskich. pisarz polny koronny od 1594 roku. W 1594 r. otrzymał zgodę na wykupienie z rąk Stanisława Golskiego, wówczas kasztelana halickiego, kilku wsi należących do starostwa kamienieckiego (m in. Jurczynki, Kopytyńce, Popowce, Rosznowka, Susłowce, Szczodrowa). W 1607 r. na tych i innych wsiach z miasteczkiem Smotryczem król zapisał mu 12000 złp. (zwrot kosztów na budowę zamku w Latyczowie. Trzymał miasteczko Czartowiec (Ruskie województwo), dlia niego w 1589 r. dostał przywilej na jarmarki i targ. W 1600 roku był posłem na sejm. W 1607 roku był posłem na sejm z województwa podolskiego. Podczas rokoszu Zebrzydowskiego popierał gorąco sprawę Zygmunta III i przechylił na jego korzyść bitwę pod Guzowem (6 lipca 1607), rozbijając środek szyku przeciwnika, za co w 1608 mianowany został wojewodą bracławskim. W tymże roku zorganizował za zezwoleniem królewskim wyprawę do Mołdawii, która osadziła na tronie hospodara szwagra jego brata Stefana, Konstantego Mohyłę. W latach następnych towarzyszył królowi w jego wyprawach wojennych, zmarł w czasie oblężenia Smoleńska 22 kwietnia 1611. Pochowany został pod kaplicą zamku w Paniowcach.

Według prof. Jerzego Urwanowicza, zmarł 19 kwietnia 1611. Wcześniej Andrzej Lipski twierdził, że Jan Potocki zmarł 22 lub 25 kwietnia 1611, padająć ofiarą zarazy.

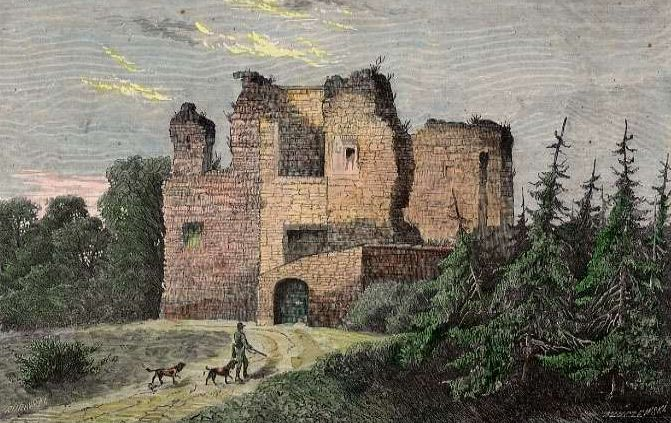
Ruiny zamku w Paniowcach w XIX wieku
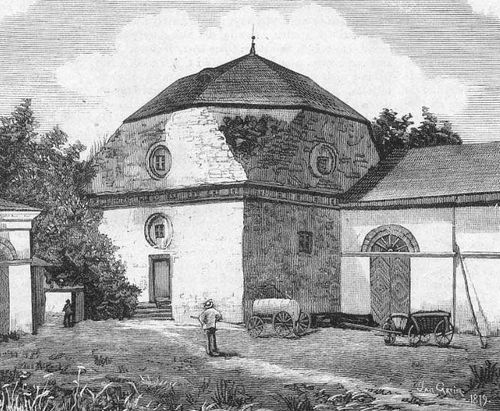
Nieistniejąca kaplica, akademia i drukarnia kalwińska w Paniowcach na rycinie z XIX wieku
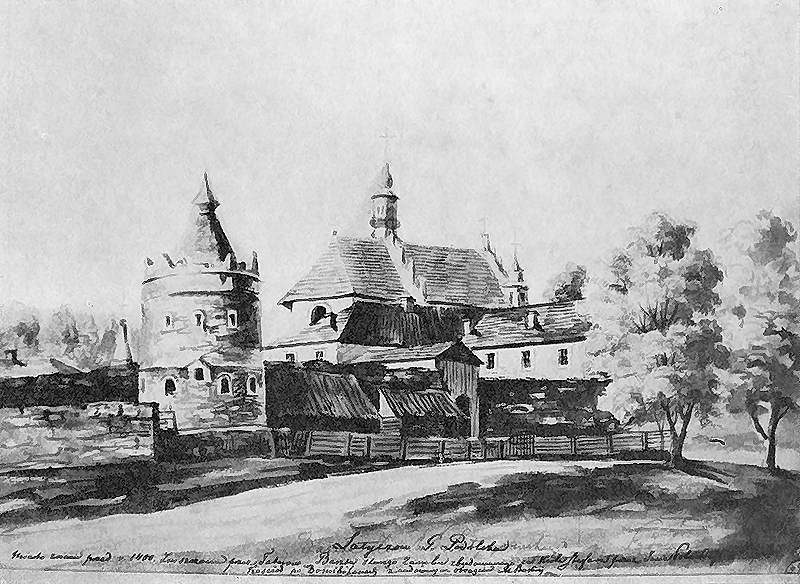
Zamek w Latyczowie